# 巣鴨高等商業学校
| 巣鴨高等商業学校 （巣鴨高商） | 巣鴨高等商業学校 （巣鴨高商）               |
| ----------------------------- | ------------------------------------------- |
| 種別                          | 私立                                        |
| 創立                          | 1928年                                      |
| 所在地                        | 東京府北豊島郡西巣鴨町 （現・東京都豊島区） |
| 創立者                        | 遠藤隆吉                                    |
| 初代校長                      | 遠藤隆吉                                    |
| 廃止                          | 1955年                                      |
| 後身校                        | 千葉商科大学                                |
| 同窓会                        | 千葉商科大学同窓会                          |

巣鴨高等商業学校（すがもこうとうしょうぎょうがっこう）は、1928年（昭和3年）2月に東京府に設立された旧制専門学校。通称は「巣鴨高商」。
この項目では、改称後の「巣鴨経済専門学校」( - けいざいせんもんがっこう / 巣鴨経専)についても記述する。

## 概要
旧制巣鴨高等商業学校は、実学を基盤とした教育と研究に重きを置いている。創立者であり文学博士の遠藤隆吉（社会哲学者・教育者）は、明治期の教育者・福澤諭吉の遠大な理想を受け継ぐべく、自身の多数の著作の印税などを原資に東京府西巣鴨町に学園建設用地を取得、旧制巣鴨中学校を創立した。その後、旧制巣鴨商業学校、および旧制巣鴨高等商業学校を併置した。私財を投じ、自らの揺るぎない教育理念に基づいて学びの場を創設した遠藤隆吉博士の姿勢は、福澤諭吉による慶應義塾 の創設と並び称されるにふさわしいものであった。実際、当時の新聞『萬朝報』紙上においては、「明治の教育者 福澤諭吉、昭和の教育者 遠藤隆吉」と評され、その精神と行動が同列に語られる存在として紹介されている。
学園創立者自らが資金を投じて理想を実現させようとした点は、極めて特異かつ先駆的なものであった。この点については、千葉商科大学『創立70周年記念誌』において、慶應義塾大学名誉教授であり、本学の中興の祖とも称される第6代学長・加藤寛が「創立70周年記念誌の発刊によせて」の中で、「私財をもって私学を創設した稀有な事例であることに加え、遠藤先生のすぐれた教育理念に対する社会的評価の高さを示すものである」という旨が記されており、その歴史的意義があらためて強調されている。
遠藤隆吉博士は、商業教育における倫理観の欠如を憂い「商業道徳を吹き込み、殊に武士的精神を注入する」ことを急務とし、人格教育と実務能力の融合を掲げ、社会課題を俯瞰的に捉え実行力をもって解決に導く「治道家」の育成を教育理念としている。

### 建学の精神
旧制巣鴨高等商業学校を創立した文学博士・遠藤隆吉は「有用の学術と商業道徳の涵養」を建学の精神として掲げる。遠藤隆吉博士は人類を平等に考え、他者の幸福にも尽力すべきとの精神を重んじた。学問は自己の向上と社会貢献に資するべきものと位置づけ、堅実な気風を養い、困難を乗り越える旺盛な精神をもって職務に忠実に励む人材の育成を志した。
自らの志とする学府創立にあたり、「建学の主旨」として次の理念を示した。
1938年（昭和13年）、千葉県千葉郡津田沼町（現・習志野市）の地に「生々示宇修養道場」を開設し、実践知を「有用の学術」として重んじる「生々主義」の理念を掲げた。この精神は、移りゆく時代の趨勢を的確に見極め、卓越した倫理観と実践力をもって社会課題の解決に寄与する「治道家」の育成を志向するものである。

### 教育理念
創立者・遠藤隆吉博士は「治道家の育成」を教育理念に掲げている。この理念は、単なる知識修得にとどまらず、大局的な視野に立ち、時代の変化を的確に捉えつつ、社会の諸課題に対して高い倫理観と実践力をもって臨む指導的人材の育成を目指すものである。上記理念に基づき、人間の本質的な偉大さを認識させ、その潜在能力を最大限に引き出すことを教育の基本方針としている。

## 沿革

### 巣鴨高商時代
- 1927年（昭和2年）12月 - 文学博士・遠藤隆吉は、金45万余円を出資して財団法人巣鴨学園を創設するとともに、旧制巣鴨高等商業学校設立の認可を申請する。
- 1928年（昭和3年）
  - 2月 - 文部省告示第51･52号をもって、旧制巣鴨高等商業学校を東京府西巣鴨町（現・東京都豊島区）2,603番地に設立する件、認可される。
  - 4月 - 旧制巣鴨商業学校に於いて、第1回 旧制巣鴨高等商業学校 第二部入学式を挙行[12]。
- 1930年（昭和5年）5月 - 文部省告示第193号をもって、大正7年文部省令第3号第2条により、旧制高等学校高等科若しくは大学予科同等以上と指定され、これにより当年以降の卒業者に旧制大学への進学の途が拓かれた。
- 1931年（昭和6年）3月 - 財団法人巣鴨学園に於いて、第1回 旧制巣鴨高等商業学校 第二部卒業式を挙行[12]。

### 巣鴨経専時代
- 1944年（昭和19年）3月 - 太平洋戦争下の戦時特例により学校名を巣鴨経済専門学校に改称。
- 1945年（昭和20年）9月 - 戦災により校舎及び全施設焼失のため、校舎を千葉県千葉郡津田沼町（現・習志野市）鷺沼へ位置変更。
- 1946年（昭和21年）3月 - 千葉県市川市国府台への学校位置変更が認可。
- 1950年（昭和25年）4月 - 学制改革に伴い新制大学へ昇格。校名を千葉商科大学と改称し、商学部商学科を開設。
- 1951年（昭和26年）3月 - 私立学校法の制定に伴い財団法人巣鴨学園から学校法人千葉学園に組織変更。
- 1955年（昭和30年）7月 - 巣鴨経済専門学校廃止申請が認可。

## 校地の変遷と継承
設立時（1928年2月）の校地は東京府北豊島郡西巣鴨町2603番地。巣鴨の校地は1932年10月の西巣鴨町の東京市豊島区への編入合併、1943年の東京都発足による住所表示変更を経て戦時期まで維持されたが、第二次世界大戦末期の戦災による校舎焼失で敗戦後の1945年9月には千葉県千葉郡津田沼町（現・習志野市）鷺沼へ移転（位置変更認可）。さらに翌1946年6月には市川市国府台に移転（同）し、この地で学制改革による新制千葉商科大学への昇格を果たした。旧制時代の国府台の校地は千葉商大「市川キャンパス」として継承され、現在に至っている。

## 歴代校長
- 初代校長： 遠藤隆吉[8]
- 第2代校長：遠藤健吉[8]
- 第3代校長：沖中恒幸[8]
- 第4代校長：下條康麿[8]
- 第5代校長：森志久馬[8]

## 教員
- 沖中恒幸 - 理論経済学（中央大学教授、巣鴨経済専門学校校長、経済学博士）[13]
- 芹沢彪衛 - 財政学（東京大学教授、後に武蔵大学経済学部教授）[13]
- 川西正鑑 - 財政学（一橋大学教授）[13]
- 山崎三郎 - 財政学（後に獨協大学教授）[13]
- 呉文炳 - 財政学（日本大学教授）[13]
- 荻原健三 - 財政学[13]
- 岩田巌 - 簿記会計論（一橋大学教授）[13]
- 番場嘉一郎 - 簿記会計論（一橋大学教授、後に千葉商科大学学長）[13]
- 林信雄 - 法律学（一橋大学教授）[13]
- 黒川純一 - 社会学（東京大学教授、日本社会学会長）[13]
- 石橋智信 - 宗教学（東京大学教授）[13]
- 大畠清 - 宗教学（東京大学教授、日本宗教学会長）[13]
- 杉木喬 - 英文学（立教大学教授）[13]
- 藤井春吉 - 英文学（慶応大学教授）[13]
- 上田虎雄 - 英文学[13]
- 井上清恒 - 生物学（医学・理学博士、東京医科歯科大学教授）[13]
- 黒田直竹 - イギリス文学（後に巣鴨経済専門学校校長代理）[13]
- 中西寅雄 - 経営学（後に東京大学教授）[13]
- 竹内松治 - 陽明学（巣鴨中学・商業学校教頭）[13]
- 本田親二 - 自然科学・天文学[13]
- 木下常太郎 - イギリス文学[13]
- 木村健康 - 理論経済学（理論経済学者、後に東京大学教授、河合栄治郎博士の門下生）[13]

## 著名な出身者
- 河西静夫 - 元 帝国ホテル代表取締役副社長、元 帝国商事 取締役社長、元 帝国ホテルハイヤー取締役社長、元 帝国ホテル列車食堂 取締役、元 ニューフジヤホテル代表取締役会長・監査役、元 芝パークホテル取締役元 熱海富士屋ホテル取締役（巣鴨高等商業学校卒）
- 北田光男 - ベスト電器創業者（巣鴨高等商業学校卒）
- 井田毅 - サンヨー食品創業者（巣鴨経済専門学校卒）
- 増山道保 - 元 栃木県宇都宮市長、第21代全国市長会会長、元 栃木県議会議員（巣鴨経済専門学校卒）

## 関連書籍
- 欧文社編輯部 『全国上級学校大観[14]』 欧文社、1938年

## 関連事項
- 高等商業学校
- 旧制専門学校
- 千葉商科大学